# Acalypha ciliata
Acalypha ciliata är en törelväxtart som beskrevs av Peter Forsskål. Acalypha ciliata ingår i släktet akalyfor, och familjen törelväxter. Inga underarter finns listade i Catalogue of Life.